# Spätere Tang-Dynastie
Die Spätere Tang-Dynastie (chinesisch 後唐 / 后唐, Pinyin Hòu Táng, 923–936) war eine kurzlebige Dynastie des Shato-Turkvolks von 923 bis 936 und eine der Fünf Dynastien während der Zeit der Fünf Dynastien und Zehn Reiche. Ihre Hauptstadt war Luoyang. Das Reich hieß ursprünglich Tang (唐,  Táng) und erhielt seinen jetzigen Namen erst später. In seiner Blütezeit kontrollierte es einen Großteil des nördlichen China. Die Dynastie wurde 923 von Li Cunxu gegründet, der die Spätere Liang-Dynastie besiegte und sich zum Kaiser der Späteren Tang-Dynastie ausrief. Die Dynastie währte vierzehn Jahre und hatte vier Herrscher. Im Jahr 936 wurde sie von der Späteren Jin-Dynastie bezwungen.

## Herrscher der Späteren Tang-Dynastie
| Tempelname        | Postumer Titel | Familienname und Vorname              | reg.    | Äranamen und -dauer                               |
| ----------------- | -------------- | ------------------------------------- | ------- | ------------------------------------------------- |
| Zhuāngzōng (莊宗) |                | Lǐ Cúnxù (李存勗)                     | 923–926 | Tóngguāng (同光) 923–926                          |
| Míngzōng (明宗)   |                | Lǐ Sìyuán (李嗣源) oder Lǐ Dǎn (李亶) | 926–933 | Tiānchéng (天成) 926–930 Chángxīng (長興) 930–933 |
|                   | Mǐn (閔)       | Lǐ Cónghòu (李從厚)                   | 933–934 | Yìngshùn (應順) 933–934                           |
|                   | Mòdì (末帝)    | Lǐ Cóngkē (李從珂)                    | 934–936 | Qīngtaì (清泰) 934–936                            |

### Nachschlagewerke
Cihai („Meer der Wörter“), Shanghai cishu chubanshe, Shanghai 2002, ISBN 7-5326-0839-5